# Янь Чжитуй
Янь Чжиту́й (кит. трад. 顏之推, пиньинь Yán Zhītuī; 531 — 591) — китайский ученый, педагог, писатель, каллиграф времен империй Лян, Северная Ци, Северная Чжоу и Суй.

## Биография
Происходил из семьи сановников Янь. Предки долгое время находились на службе империи Цзинь. В 540 году умер отец Янь Чжитуя, после чего тот воспитывался старшим братом. В 542 году продолжил учебу в столице Цзянькан (современный Нанкин). Здесь он сблизился с некоторыми представителями правящей династии. В 547 году поступил в армию писарем генерала.
В 548 году оказался в плену в результате мятежа генерала Хоу Цзина против императорского дома. Лишь в 552 году Янь Чжитуй сумел убежать к Цзянькану. После этого участвовал в борьбе против мятежников. В 554 году во время войны с государством Западная Вэй попал в плен после падения столицы Цзянькан, в 555 году его отправили в Чанъань (столицы Северной Вэй).
В следующем году он бежал, пытаясь вернуться домой, однако именно в это время государство Лян было уничтожено царством Чэнь. Поэтому Ян решил присоединиться к государству Северная Ци, которое образовалась из части государства Лян.
В 577 году стал подданным Северной Чжоу, которая захватила Северную Ци. Тогда же Янь Чжитуй переехал в Чанъянь, где некоторое время провёл вне государственной службы. Лишь в 581 году с установлением империи Суй был приглашён в свиту императора Вэнь-ди.

## Творчество
Янь Чжитуй является автором значимого произведения — сборника «Янь-ши цзя сюнь» («Домашние поучения рода Янь»), состоявшего из 26 разделов. Несмотря на свою поддержку буддизма, Янь при написании опирался на конфуцианские традиции. В нем собраны знания, которые передавались из поколения в поколение родом Янь — из династии Цзинь. В его поучениях немало событий из собственного опыта, метких и остроумных коротких характеристик. В «Наставлениях» есть раздел «О литературе», в котором Янь приводит суждения многих современников и свое мнение.
В нём также содержат собственные философские размышления, советы сыновьям относительно дальнейшей жизни, суммировал все доктрины о семейном воспитании и обучении, существовавшие ранее в Китае, раскрыл их положительные стороны и на их основе создал свою дидактическую концепцию. Кроме того, рассказывается о различиях между северным и южным Китаем (того времени), особенно в отношении языка, обычаев и культуры. Рассказывается о зарождении кукольного театра. Впервые упоминает об использовании туалетной бумаги.
Он автор «Очерков о обиженные души» («Юань хунь чжи») — сборник коротких рассказов, пронизанных буддийской идеей возмездия за зло, содеянное в жизни.